# Österreichische Squash-Meisterschaften
Die Österreichischen Squash-Meisterschaften sind ein Wettbewerb zur Ermittlung des nationalen Meistertitels im Squash in Österreich. Ausrichter ist der Österreichische Squash Rackets Verband.
Seit 1978 werden die Meisterschaften bei den Herren und Damen jährlich ausgetragen. Rekordhalter sind Aqeel Rehman bei den Herren mit 19 sowie Pamela Pancis bei den Damen mit 16 Titeln.

## Österreichische Meister
Die Nummern in Klammern hinter den Namen geben die Anzahl der gewonnenen Meisterschaften wieder. Folgende Spieler konnten die Meisterschaft gewinnen:
| Jahr | Herren                   | Damen                  |
| ---- | ------------------------ | ---------------------- |
| 1978 | Hans-Wolf Selden         | Silvia Seidl           |
| 1979 | Hans-Wolf Selden (2)     | Alexandra Trestler     |
| 1980 | Hans-Wolf Selden (3)     | Alexandra Trestler (2) |
| 1981 | Eduard Stepanek          | Silvia Seidl (2)       |
| 1982 | Harald Pancis            | Beatrix Bär            |
| 1983 | Thomas Meissner          | Michaela Schweiger     |
| 1984 | Thomas Meissner (2)      | Heike Resler           |
| 1985 | Michael Haselwanter      | Heike Resler (2)       |
| 1986 | Michael Haselwanter (2)  | Heike Resler (3)       |
| 1987 | Michael Haselwanter (3)  | Heike Resler (4)       |
| 1988 | Michael Haselwanter (4)  | Heike Resler (5)       |
| 1989 | Robert Köck              | Pamela Pancis          |
| 1990 | Wolfgang Rothbacher      | Pamela Pancis (2)      |
| 1991 | David Sabitzer           | Bettina Marschall      |
| 1992 | David Sabitzer (2)       | Pamela Pancis (3)      |
| 1993 | David Sabitzer (3)       | Pamela Pancis (4)      |
| 1994 | David Sabitzer (4)       | Pamela Pancis (5)      |
| 1995 | David Sabitzer (5)       | Pamela Pancis (6)      |
| 1996 | David Sabitzer (6)       | Pamela Pancis (7)      |
| 1997 | Clemens Wallishauser     | Pamela Pancis (8)      |
| 1998 | Clemens Wallishauser (2) | Pamela Pancis (9)      |
| 1999 | Clemens Wallishauser (3) | Pamela Pancis (10)     |
| 2000 | Gerhard Schedlbauer      | Pamela Pancis (11)     |
| 2001 | Leopold Czaska           | Pamela Pancis (12)     |
| 2002 | Leopold Czaska (2)       | Pamela Pancis (13)     |
| 2003 | Leopold Czaska (3)       | Ines Gradnitzer        |
| 2004 | Andreas Fuchs            | Pamela Pancis (14)     |
| 2005 | Andreas Fuchs (2)        | Pamela Pancis (15)     |
| 2006 | Leopold Czaska (4)       | Pamela Pancis (16)     |
| 2007 | Aqeel Rehman             | Birgit Coufal          |
| 2008 | Aqeel Rehman (2)         | Birgit Coufal (2)      |
| 2009 | Aqeel Rehman (3)         | Birgit Coufal (3)      |
| 2010 | Aqeel Rehman (4)         | Birgit Coufal (4)      |
| 2011 | Aqeel Rehman (5)         | Birgit Coufal (5)      |
| 2012 | Aqeel Rehman (6)         | Birgit Coufal (6)      |
| 2013 | Aqeel Rehman (7)         | Birgit Coufal (7)      |
| 2014 | Aqeel Rehman (8)         | Birgit Coufal (8)      |
| 2015 | Aqeel Rehman (9)         | Birgit Coufal (9)      |
| 2016 | Aqeel Rehman (10)        | Birgit Coufal (10)     |
| 2017 | Aqeel Rehman (11)        | Jacqueline Peychär     |
| 2018 | Aqeel Rehman (12)        | Birgit Coufal (11)     |
| 2019 | Aqeel Rehman (13)        | Birgit Coufal (12)     |
| 2020 | Aqeel Rehman (14)        | Jacqueline Peychär (2) |
| 2021 | Aqeel Rehman (15)        | Jacqueline Peychär (3) |
| 2022 | Aqeel Rehman (16)        | Jacqueline Peychär (4) |
| 2023 | Aqeel Rehman (17)        | Jacqueline Peychär (5) |
| 2024 | Aqeel Rehman (18)        | Jacqueline Peychär (6) |
| 2025 | Aqeel Rehman (19)        | Jacqueline Peychär (7) |